# 23054 Thomaslynch
23054 Thomaslynch este un asteroid din centura principală de asteroizi.

## Descriere
23054 Thomaslynch este un asteroid din centura principală de asteroizi. A fost descoperit pe 7 decembrie 1999 la Socorro, New Mexico, în cadrul proiectului LINEAR. Asteroidul prezintă o orbită caracterizată de o semiaxă mare de 2,87 ua, o excentricitate de 0,08 și o înclinație de 2,2° în raport cu ecliptica.